# Dieter Schnebel
Dieter Wolfgang Schnebel (* 14. März 1930 in Lahr/Schwarzwald; † 20. Mai 2018 in Berlin) war ein deutscher Komponist, Musikwissenschaftler und evangelischer Theologe.

## Leben und Werk
Dieter Schnebel verfolgte nach dem Studium an der Hochschule für Musik Freiburg (1949–1952) und dem engen Kontakt zu den Darmstädter Ferienkursen  Studien der evangelischen Theologie, der Philosophie und der Musikwissenschaft an der Universität Tübingen. Daran schloss sich ab 1956 eine Pfarr- und Lehrertätigkeit in Kaiserslautern, von 1963 bis 1970 an der Wöhlerschule in Frankfurt am Main und von 1970 bis 1976 am Oskar-von-Miller-Gymnasium München an. Nach dem Tod seiner ersten Ehefrau Camilla heirateten 1970 Dieter Schnebel und die Übersetzerin Iris von Kaschnitz (1928–2014), Tochter der Dichterin Marie Luise Kaschnitz. Nach Angabe von Achim Freyer heiratete Schnebel 2017 ein drittes Mal.
Schnebel war von 1976 bis 1995 Professor für Experimentelle Musik und Musikwissenschaft an der Hochschule der Künste Berlin. Zu seinen Schülern zählten unter anderem Anna Clementi, Chaya Czernowin, Silke Egeler-Wittmann, Suguru Goto, Michael Hirsch, Henrik Kairies, Christian Kesten, Chico Mello, Iris ter Schiphorst, Steffi Weismann und Michael Wertmüller. Seit 1991 war er Mitglied der Berliner Akademie der Künste und erhielt im selben Jahr den Kunstpreis von Lahr. Seit 1996 war Schnebel Mitglied der Bayerischen Akademie der Schönen Künste. Auf Einladung von Walter Fink war er 1996 der sechste Komponist im jährlichen Komponistenporträt des Rheingau Musik Festivals. 1999 wurde er mit dem Preis der Europäischen Kirchenmusik ausgezeichnet. Seine Tätigkeit als Theologe setzte Schnebel durch Predigen an der Johann-Sebastian-Bach-Kirche in Berlin-Lichterfelde fort.
Schnebel experimentierte in den 1950er Jahren in seinen ersten Kompositionen zunächst mit seriellen Techniken und entdeckte dann, nicht zuletzt unter dem Einfluss von John Cage (seit dessen Auftritten bei den Darmstädter Ferienkursen 1958), experimentelle Möglichkeiten für das Komponieren mit Stimme, Text und Szene. Es entstanden, in höchst eigene und unkonventionelle Werk-Gruppen geordnet, Stücke mit verschiedensten Besetzungen und für verschiedenste Kontexte. Schlüsselpositionen haben hier u. a. folgende Kompositionen: Glossolalie (1959/1961), der vierteilige Zyklus Für Stimmen (…missa est), in dem Schnebel mit Raum und Improvisation experimentiert, Maulwerke (1968–1974) und Sinfonie X (1987–1992). In einem Teil seiner Kompositionen bezieht Schnebel sich bearbeitungsartig (Titel dieser Werk-Gruppe Re-Visionen) auf Musik älterer Komponisten. Außerdem verfasste er zahlreiche musikwissenschaftliche Publikationen u. a. zu Werken von Franz Schubert, Giuseppe Verdi, Richard Wagner und Anton Webern. Bei den Weltmusiktagen der International Society for Contemporary Music (ISCM World Music Days) wirkte er 1977 und 1982 als Juror.
Einen weiteren wichtigen, immer wieder aufgenommenen thematischen Schwerpunkt in Schnebels Werk bildet die kompositorische Auseinandersetzung mit geistlichen Themen – angefangen von der experimentellen missa der späten 1950er Jahre bis zu seinen jüngeren Beiträgen für den Kirchenpavillon der EXPO 2000 und die documenta 8. Seine entsprechenden Werke wollte Schnebel aber ausdrücklich nicht als Kirchenmusik im liturgischen Sinn verstanden wissen, sondern als autonome Werke der Neuen Musik mit einem explizit „avantgardistischen“ Anspruch.
Als einer der ersten Vertreter der sogenannten Avantgarde der 1960er und 1970er Jahre schrieb Schnebel Stücke, die ausdrücklich für eine Aufführung durch musikalische Laien und insbesondere durch Schüler konzipiert waren. Darüber hinaus präsentierte er auch seine anderen Werke regelmäßig in diversen Schulen, um den Musikunterricht zu ergänzen und interessierten Schülern einen Einblick in die Kunstmusik der Gegenwart zu ermöglichen.

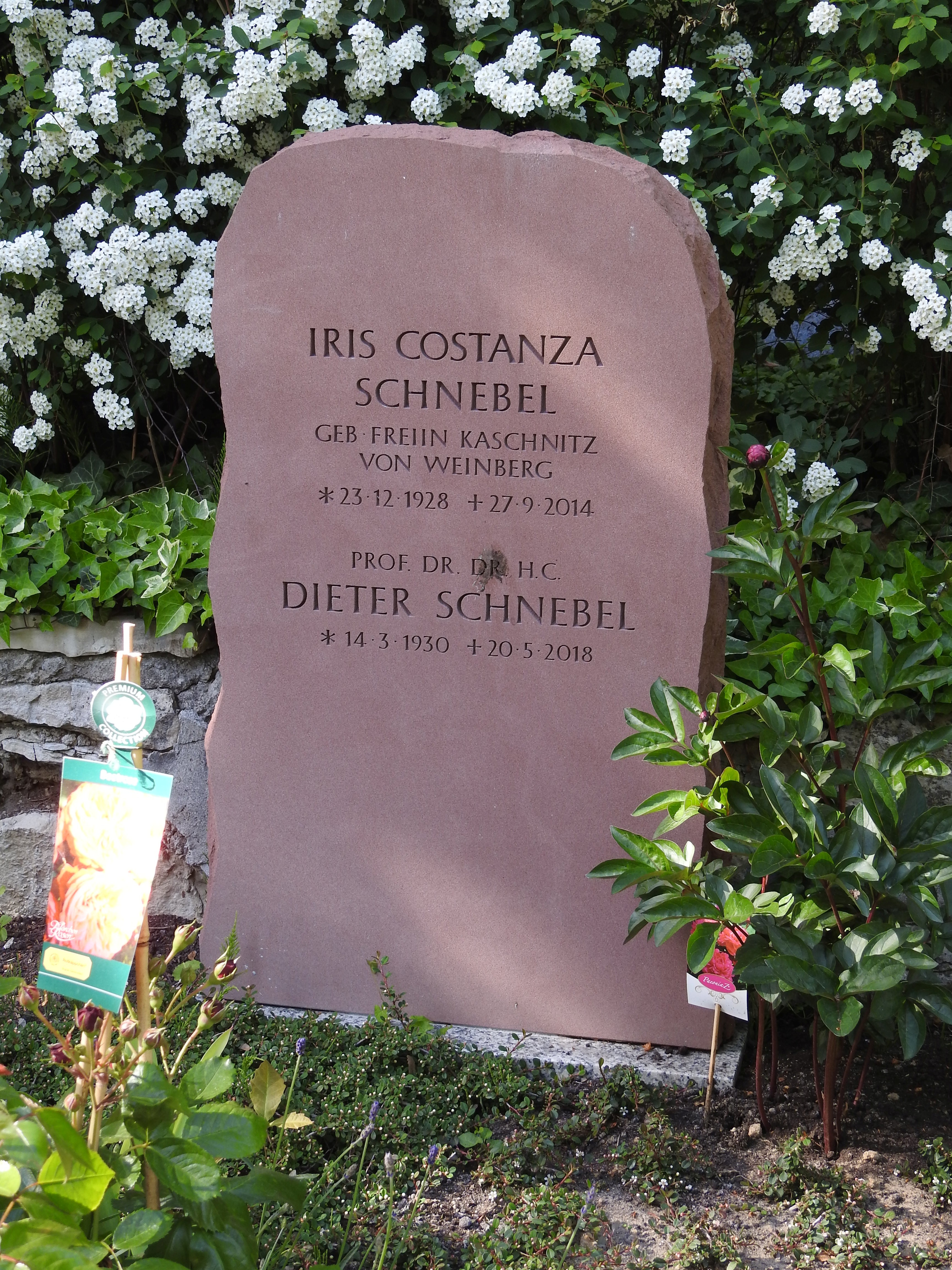
Grab von Dieter Schnebel

Das Grab von Schnebel und seiner 2014 verstorbenen Frau befindet sich auf dem Friedhof Dahlem (Feld 007-133).

## Preise und Auszeichnungen (Auswahl)
- 1972: Deutscher Kritikerpreis
- 1991: Lahrer Kulturpreis
- 1991: Mitglied der Akademie der Künste (Berlin)
- 1996: Mitglied der Bayerischen Akademie der Schönen Künste
- 1999: Preis der Europäischen Kirchenmusik
- 2004: Preis der Stiftung Bibel und Kultur[19]
- 2011: Sigmund-Freud-Kulturpreis
- 2015: Bundesverdienstkreuz am Bande

## Werke (Auswahl)
- Orchester
  - Compositio (1955/1956; 1964/1965)
  - Orchestra, Symphonische Musik für mobile Musiker (1974–1977)
  - Canones (1975–1977; 1993/1994)
  - Schubert-Phantasie für geteiltes großes Orchester und Stimmen (1978, rev. 1989)
  - Thanatos Eros (Traditione III,1), Sinfonische Variationen für großes Orchester (1978/79/81/82/84/85)
  - Missa, Dahlemer Messe für vier Solostimmen, zwei gemischte Chöre, Orchester und Orgel (1984–1987)
  - Mahler-Moment für Streicher (1985)
  - Sinfonie X (1987–1992; 2004/2005)
  - Mozart-Moment (1988/1989)
  - Schumann-Moment (1989)
  - Verdi-Moment (1989)
  - St. Jago, Musik und Bilder zu Kleist (1989–1991, rev. 1995)
  - Janáček-Moment (1991/1992)
  - Totentanz, Ballettoratorium für zwei Sprecher, Sopran, Bass, Chor, Orchester und Live-Elektronik (1992–1994)
  - inter (1994)
  - O Liebe! – süßer Tod..., Fünf geistliche Lieder nach Johann Sebastian Bach für Mezzosopran, Kammerchor und kleines Orchester (1995)
  - Ekstasis für Sopran-Solo, Sprecher, zwei Kinderstimmen, Schlagzeug-Solo, Chor und großes Orchester (1996/1997; 2001/2002)

- Kammermusik, experimentelle Stücke
  - Analysis für Saiteninstrumente und Schlagzeug (1953)
  - Stücke für Streichquartett und Streichinstrumente (1954/1955)
  - Fragment für Kammerensemble und Stimme ad libitum (1955)
  - Das Urteil nach Franz Kafka, Raummusik für Instrumente, Stimmen und sonstige Schallquellen (1959, rev. 1990)
  - Glossolalie 61 (1960–1965)
  - Zyklus Für Stimmen (… missa est): I dt 31,6 für 12 Vokalgruppen (1956–1958), II AMN für 7 Vokalgruppen (1958/1966–1967), III :! (madrasha II) für 3 Chorgruppen und Tonband ad lib. (1958/1967–1968), IV Choralvorspiele I/II für Orgel, Nebeninstrumente, Tonband und Verstärker (1966/1968–1969)
  - Maulwerke (1970); Inszenierung 1977 durch Achim Freyer, Musiktheaterwerkstatt Wiesbaden Version 2010
  - Körpersprache, Organkomposition für 3–9 Ausführende (1979/1980)
  - Beethoven-Symphonie für Kammerensemble (1985)
  - Metamorphosenmusik für Stimme und Kammerensemble (1986/1987)
  - Metamorphosen des Ovid oder Die Bewegung von den Rändern zur Mitte hin und umgekehrt, Bühnenmusik für 11 Streicher und Stimmen (1987)
  - Mit diesen Händen für Stimme und Cello mit Rundbogen (1992)[20]
  - Baumzucht (J. P. Hebel), Musikalische Lesung für Sprecher und Kammerensemble (1992/1995)
  - Magnificat (1996/97)[21]
  - Flipper, Kammermusik für Spielautomaten, Darsteller, Instrumente und Tonband (2002/2003)
  -  Drei Kafka-Dramolette, 2009: Der plötzliche Spaziergang, Entschlüsse und Gib's auf![22]
  - Haydn-Destillate (2009), Klaviertrio für das Klaviertrio Eisenstadt zum Haydn-Gedenkjahr, d2H - Dedicated to Haydn[23]

## Schriften (Auswahl)
- MO-NO. Musik zum Lesen – Music to Read. DuMont, Köln 1969, erweiterte Neuausgabe: Edition MusikTexte, Köln 2018.
- Denkbare Musik. Schriften 1952–1972. Herausgegeben von Hans Rudolf Zeller. DuMont Schauberg, Köln 1972.